# Jovo Bosančić
Jovo Bosančić (in serbo Јoвo Бocaнчић?; Novi Sad, 7 agosto 1970) è un ex calciatore serbo, di ruolo centrocampista.